# 케이프타운 대학교

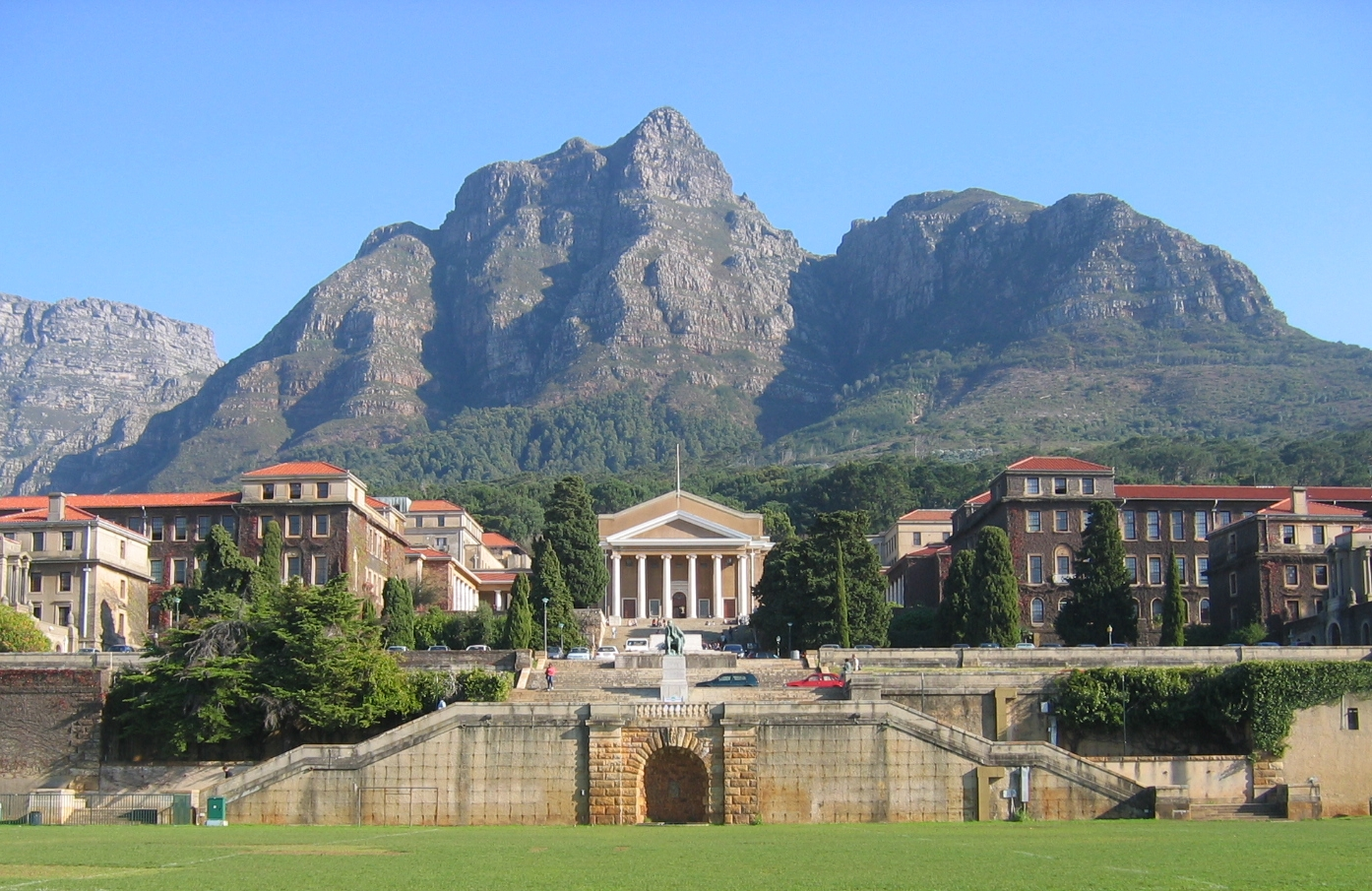
케이프타운 대학교 캠퍼스의 모습

케이프타운 대학교(영어: University of Cape Town, UCT)는 남아프리카 공화국 케이프타운에 있는 공립 대학교이다. 1829년 10월 1일에 사우스 아프리칸 칼리지로 설립되었다. 남아프리카에서 가장 오래된 대학교로, 아프리카에서 현저한 교육 · 연구 기관으로 알려져 있다.

## 캠퍼스
메인 캠퍼스인 어퍼 캠퍼스는 케이프타운 데블스 피크에 위치한다. 과학부, 공학부, 상학부, 인문과학부가 위치해 있으며, 남학생 기숙사인 스머츠홀과 여학생 기숙사인 풀러홀이 있다. 행사 및 시험을 실시하는 제머슨홀과 제미플라자가 중심에 있어서 학생들이 주로 모이는 장소로 이용된다. JM 솔로몬의 설계로 1928년부터 1930년에 최초로 지어진 이후 확대해 왔다.
운동장과 M3 도로를 사이에 두고, 미들 캠퍼스와 로어 캠퍼스가 있다. 미들캠퍼스에는 법학부와 경제학부, 그리고 행정업무를 처리하는 마싱가네 빌딩이 있다.로어 캠퍼스에는 남아프리카 음악 대학, 여학생 기숙사인 그라사마샬과 턱웰, 남학생 기숙사인 레오 마르쿼드와 코파노가 있다. 또한 부대시설인 체육관 및 수영장, 운동장등도 로어 캠퍼스에 위치한다.
의과대와 그밖의 간호대 등은 그루트 슈어 병원에 가깝게 위치한 헬스사이언스 캠퍼스에 있다.
예술학부와 연극학부는 케이프타운 중심부, 오렌지 스트리트에 위치한 히딩 캠퍼스에 있으며, 비즈니스 스쿨은 빅토리아 & 앨프리드 워터프런트의 브레이크워터 캠퍼스에 있다.